# Woluzjan
Woluzjan, Gaius Vibius Afinius Gallus Veldumnianus Volusianus (ur. ok. 230, zm. w sierpniu (?) 253) – syn Treboniana Gala, cesarz rzymski razem z ojcem od 251 do 253 r. n.e.
Gdy Trebonian chciał rozprawić się zbrojnie z Emilianem, zostali obaj z Woluzjanem zamordowani pod Interamną przez swoich własnych żołnierzy, którzy odmówili walki z uzurpatorem.